# اندیس کلات آهن (۱)
کلات آهن(۱) یک اندیس فلزی است که در حوالی شهر گر مانج استان خراسان قرار دارد و مادهٔ معدنی موجود در آن، سرب و روی است.  